# Neurona roja

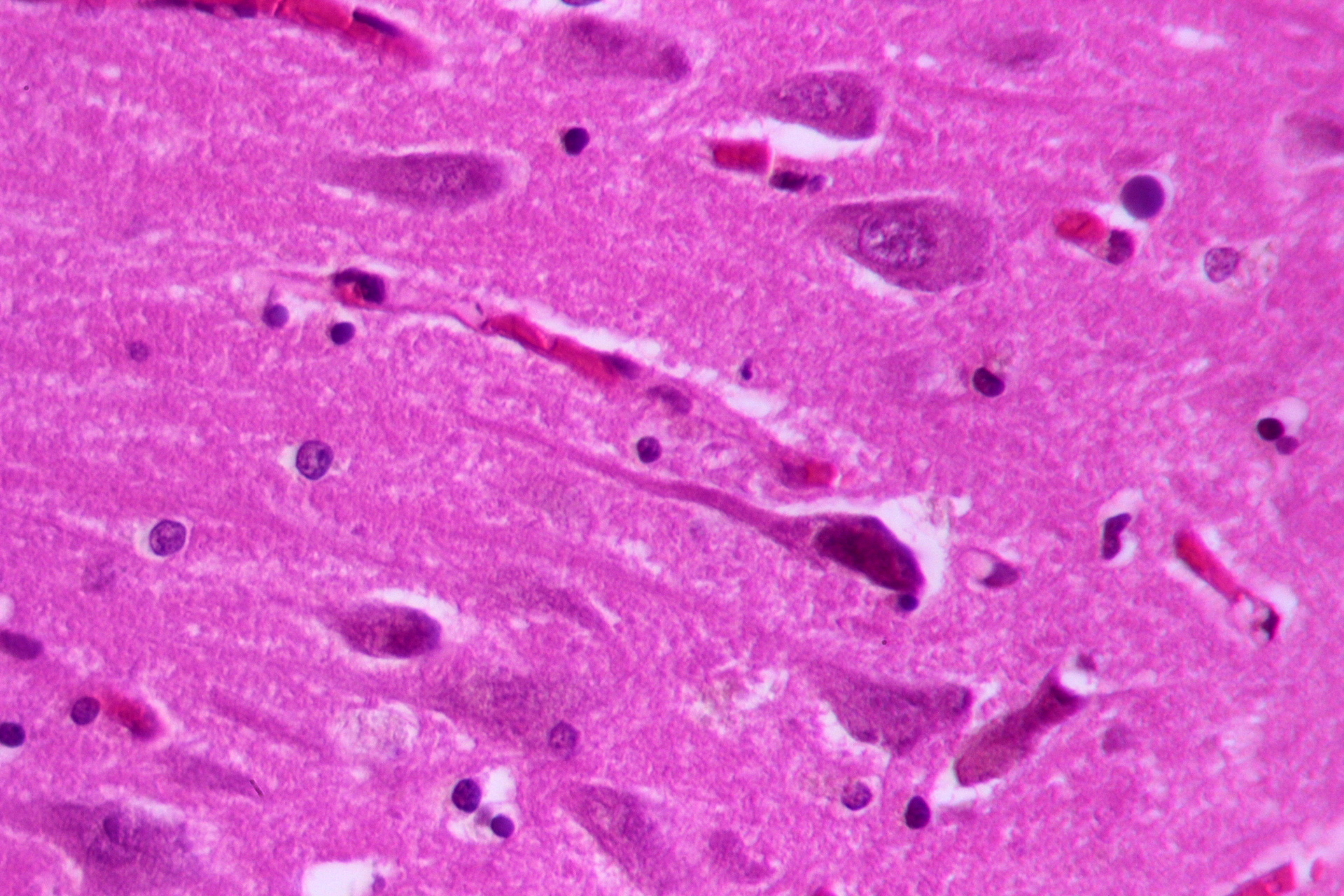
Neuronas normales y rojas

Una neurona roja (neurona acidófila o eosinofílica) es un hallazgo patológico en neuronas, generalmente del sistema nervioso central, indicativo de daño agudo neuronal y la apoptosis o necrosis subsiguiente. Las neuronas acidófilas a menudo se encuentran en las primeras 12–24 horas después del daño isquémico como un ictus. Debido a que las neuronas son células permanentes, son más susceptibles al daño por hipoxia. La coloración roja se debe a la picnosis o degradación del núcleo y a la pérdida de cuerpos de Nissl que normalmente están teñidas de color azul (basofilia) con hematoxilina-eosina. Esto deja solo las proteínas degradadas que se tiñen de rojo (eosinofílico). Las neuronas acidófilas también pueden teñirse con otros tintes ácidos aparte de la eosina (por ejemplo fucsina ácida y verde claro amarillento).